# Special Generation
Singles de Berryz Kōbō
Koi no Jubaku
(2004) Nanchū Koi wo Yatterū You Know?
(2005)
Special Generation (スッペシャル ジェネレ〜ション) est le 6e single du groupe de J-pop Berryz Kōbō.

## Présentation
Le single, écrit, composé et produit par Tsunku, sort le 30 mars 2005 au Japon sur le label Piccolo Town. Il atteint la 13e place du classement des ventes hebdomadaire de l'Oricon. Il sort aussi trois semaines après au format "single V" (vidéo DVD). La chanson-titre du single figurera sur le deuxième album du groupe, Dai 2 Seichōki qui sort en novembre suivant, ainsi que sur ses compilations Special! Best Mini de fin 2005 et Special Best Vol.1 de 2009. Elle figurera également dans une version remixée sur son cinquième album, 5 (FIVE) de 2008.

## Formation
Membres créditées sur le single :
- Saki Shimizu
- Momoko Tsugunaga
- Chinami Tokunaga
- Māsa Sudō
- Miyabi Natsuyaki
- Maiha Ishimura
- Yurina Kumai
- Risako Sugaya

## Liste des titres
Single CD
1. Special Generation (スッペシャル ジェネレ〜ション?)
2. Koishiteru Toki wa Itsumo… (恋してる時はいつも…?)
3. Special Generation (Instrumental) (スッペシャル ジェネレ〜ション...?)

Single V (DVD)
1. Special Generation (スッペシャル ジェネレ〜ション?)
2. Special Generation (Dance Shot Ver.) (スッペシャル ジェネレ〜ション...?)
3. Making Eizô (メイキング映像?) (Making-of)